# Ring von Paußnitz
Der Ring von Paußnitz gehört zu einem Schatzfund, der 1898 von dem Gutsbesitzer Emil Schreiber in Paußnitz bei Strehla in der damals preußischen Provinz Sachsen gemacht wurde. Er befindet sich heute im Landesmuseum für Vorgeschichte in Halle (Saale).

## Fund
Der Schatz fand sich bei einer Baumrodung. In einem Keramikgefäß befanden sich der Ring und 500 Münzen, sogenannte Brakteaten aus dem 12. Jahrhundert. Der Silberring hat eine Breite von 5 mm und einen Außendurchmesser von 22 mm. Er ist in zwölf Felder mit Symbolen unterteilt. Sein Gewicht beträgt 5,2 g. Der Silbergehalt beträgt 92,5 Prozent, die Herkunft konnte aber nicht bestimmt werden. Das Museum erwarb den Ring für 15 Mark. 

## Wiederentdeckung und Entschlüsselung
Bei dem Ring handelt es sich um einen „sprechenden“ Ring, in den ein Spruch eingebracht ist. Lange hielt man die Symbole in den Feldern für sinnfrei und verwahrte den Ring im Depot, bis er dort 2001 von Arnold Muhl entdeckt wurde, der zahlreiche Experten um Deutungshilfe bat. Friedrich Röhrer-Ertl gelang es 2003 mit Hilfe anderer, aus den teils verzerrten, gedrehten oder gedoppelten Symbolen einen wahrscheinlichen Text herauszulesen. Neben einem Kruckenkreuz und einem neunblättrigen Palmzweig fanden sich Buchstaben, die bei der Herstellung des Ringes um 1200 schon 300 Jahre nicht mehr verwendet wurden. Diese lauten, beginnend nach dem Kreuz: NAINE MI XPS. Röhrer-Ertl deutete den Text als „(Ver)neine mich Jesus“. XPS (Chi rho sigma) ist eine griechische Buchstabenfolge, die im Mittelalter Verwendung fand für Christus. Das fehlende „ch“ von „mich“ fände sich somit im anschließenden X (Chi) wieder. Zwischen XPS befindet sich das Feld mit dem Palmzweig, der als christliches Symbol bekannt ist und dessen neun Äste sich vielleicht auf die Dreifaltigkeit beziehen könnten.

## Problematik
Die Deutung der Inschrift des Ringes wurde nicht zuletzt von Stefan Tebruck, Jan Keupp und Romedio Schmitz-Esser angezweifelt. Sie bemängeln, dass die von Röhrer-Ertl vorgeschlagene Deutung die Zeichen der Ring-Inschrift tendenziell überinterpretiert, um unbedingt einen Bedeutungsgehalt zu ermitteln. Eine „stark operationalisierte Logik“ sorgt laut ihnen dafür, dass die Beweiskette zum Zirkelschluss wird.